# Тревинано (Витербо)
Тревинано је насеље у Италији у округу Витербо, региону Лацио.
Према процени из 2011. у насељу је живело 177 становника. Насеље се налази на надморској висини од 593 м.